# Hisab al-dschabr wa-l-muqabala

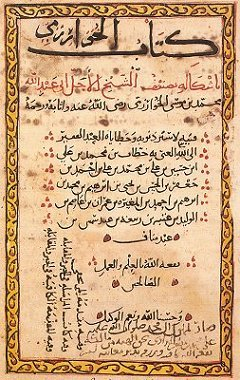
Eine Seite des Buchs.

al-Kitāb al-muḫtaṣar fī ḥisāb al-ǧabr wa-ʾl-muqābala (arabisch الكتاب المختصر في حساب الجبر والمقابلة ‚Das kurzgefasste Buch über die Rechenverfahren durch Ergänzen und Ausgleichen‘) bzw. Ḥisāb al-ǧabr wa-ʾl-muqābala oder Kitāb al-ǧabr wa-ʾl-muqābala ist ein Mathematik-Buch, das ungefähr um 825 vom Mathematiker Muhammad ibn Musa al-Chwarizmi geschrieben wurde. Das Wort Algebra geht auf die lateinische Übersetzung des Titels (Ludus algebrae almucgrabalaeque) zurück.

## Historische Bedeutung
Dieses Buch ist ein wichtiger Grundtext der klassischen Algebra, der Wissenschaft vom Lösen von Gleichungen. Es prägte für Jahrhunderte den Charakter der Algebra als praktische Wissenschaft ohne axiomatische Fundierung.
Das Werk ist ein gutes Beispiel für die Bedeutung der islamischen Kultur auf dem Höhepunkt der islamischen Expansion, wie sie im Haus der Weisheit in Bagdad betrieben wurde und auf die Geschichte der Mathematik einen nachhaltigen Einfluss ausübte. Zahlreiche islamische Gelehrte sammelten das mathematische Wissen der alten Griechen und schufen eine Synthese mit der indischen Mathematik, insbesondere von Aryabhata und aus Brahmaguptas Werk Brāhmasphuṭasiddhānta. Auch dieses Buch bildete eine Brücke zwischen der Antike, der abendländischen und der indischen Kultur. Es besaß größeren Einfluss als das Werk des Diophant, obwohl es inhaltlich weniger bot und als reine Wortalgebra auf Formeln verzichtete. Al-Chwarizmi stützte sich hier hauptsächlich auf Brahmagupta, kannte aber wahrscheinlich auch die entsprechenden griechischen Arbeiten.
Der Höhepunkt der mittelalterlichen, in Arabisch geschriebenen, Algebra wurde zwar erst mit Omar Chajjams Algebra Über die Beweise für die Probleme von al-ǧabr und al-muqabalah („Auflösung kubischer Gleichungen mit Hilfe von Kegelschnitten“) erreicht, aber zum Standardwerk für die Behandlung linearer und quadratischer Gleichungen wurde bei den Persern, Arabern und ebenso später im mittelalterlichen Europa das Buch Al-Chwarizmis.

## Inhalt
Nach den Aussagen des Autors enthält das Buch alles was „aus der Arithmetik überaus brauchbar ist, was Menschen bei Vererbungsangelegenheiten brauchen, bei Teilungsproblemen, bei Rechtsstreitigkeiten, im Handel, und überhaupt bei allen gegenseitigen Beziehungen; oder auch bei der Landvermessung, beim Graben von Kanälen, bei geometrischen Berechnungen und verschiedenen anderen Dingen“.
Das Buch gliedert sich in zwei Hauptteile. Dazwischen finden sich vier Kapitel, die jeweils zu einem mathematischen Thema Aufgaben enthalten. Die Angaben zum ungefähren Umfang der Teile orientieren sich an den Seitenanzahlen bei der Übersetzung von Rosen:
- Vorwort (2 %).

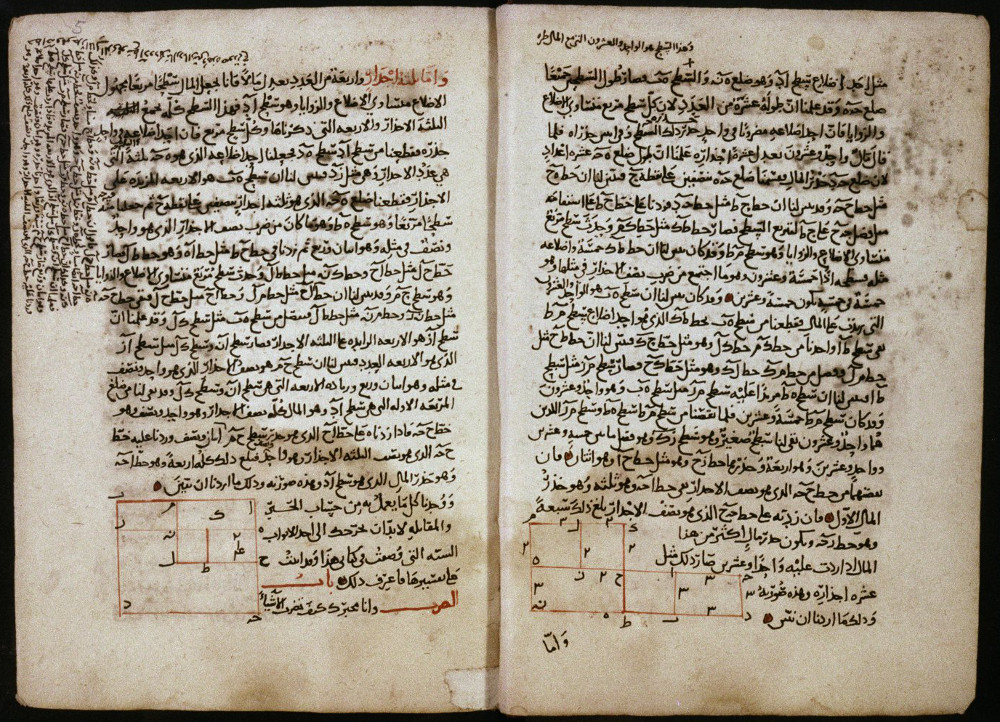
Exemplar MS. Huntington 214 der Bodleian Libraries: Geometrische Lösung von zwei Typen quadratischer Gleichungen

- Systematische Behandlung von Äquivalenzumformungen von Gleichungen anhand von Beispielen (17 %). Symbole für Variablen oder Koeffizienten werden nicht verwendet. Der Autor unterscheidet zwei Methoden, nämlich al-ǧabr („Vervollständigen“, „Wiederherstellen“, „Ganzmachen“) zur Beseitigung negativer Ausdrücke und al-muqabala („Ausgleich“) zur Zusammenfassung der Ausdrücke gleicher Potenz der Unbekannte je Gleichungsseite. Die Auflösung aller quadratischer Gleichungen wird auf sechs Standardtypen zurückgeführt ({\displaystyle a}, {\displaystyle b} und {\displaystyle c} sind dabei nicht-negative Koeffizienten; nur positive Lösungen werden betrachtet), wobei die drei Typen „echter“ quadratischer Gleichungen geometrisch gelöst werden:
  - {\displaystyle ax^{2}=bx}
  - {\displaystyle ax^{2}=c}
  - {\displaystyle bx=c}
  - {\displaystyle ax^{2}+bx=c}
  - {\displaystyle ax^{2}+c=bx}
  - {\displaystyle ax^{2}=bx+c}
- Beispiele für quadratische Gleichungen, zu jedem Typ ein Beispiel (3 %).
- Diverse Probleme (16 %).
- Probleme zu Handelsgeschäften, im Wesentlichen in Form von Dreisatz-Aufgaben (2 %).
- Praktische Vermessungsaufgaben (9 %).
- Lösung von Erbteilungsaufgaben nach dem Islamischen Erbrecht (51 %). Die Fragestellungen sind sehr konkret und zum Teil verwickelt, zum Beispiel: Ein Mann, der einen Sohn und eine Tochter hat, entlässt auf seinem Sterbebett seine beiden Sklaven in die Freiheit. Dann stirbt einer der beiden Sklaven und hinterlässt eine Tochter und einen Besitz, der seinen eigenen Preis übersteigt.[2] Gefragt ist nach der Erbteilung, und zwar abhängig davon, ob zuerst der Sklavenbesitzer oder der Sklave stirbt? Dieser Hauptteil war für Europa relativ uninteressant und wurde daher meistens nicht übersetzt.

## Überlieferung
Das Werk ist in einer arabischen Abschrift und in mehreren lateinischen Übersetzungen erhalten.
Die sechs Gleichungstypen waren jahrhundertelang das Kernstück der Algebra. Erst Michael Stifel ließ 1544 negative Koeffizienten zu und konnte so die Anzahl der Gleichungstypen verringern. Und ebenfalls erst um diese Zeit (ca. Mitte des 16. Jahrhunderts) konnte man in Europa kubische Gleichungen lösen (vgl. hierzu Gerolamo Cardanos Ars magna sive de regulis algebraicis, Nicolo Tartaglia, Scipione del Ferro).

## Übersetzungen
- Frederic Rosen, Algebra of Mohammed ben Musa, London 1831 (arabischer Text und englische Übersetzung), doi:10.3931/e-rara-56713.
- Muhammad ibn Musa al-Chuwarazmi, Louis Charles Karpinski (Hrsg.): Robert of Chester's Latin translation of the Algebra of al-Khowarizmi. With an introduction, critical notes and an English version. Macmillan, New York/London 1915 (University of Michigan Studies, Humanistic Series, XI.1), online bei archive.org
- Al-Khwārizmī, The Beginnings of Algebra, edited, with translation and commentary by Roshdi Rashed, London 2009.